# Viktor Ahn
Viktor Ahn, odnosno Ahn Hyun Soo (korejski: 안현수, *Seul, 23. studenog 1985.) – južnokorejski brzi klizač na kratke staze, koji nastupa za Rusiju. Proglašen je najboljim sportašem Zimskih olimpijskih igri u Sočiju 2014.
Ahn je započeo svoju karijeru klizanja još u osnovnoj školi. Uzor mu je bio sunarodnjak Chae Ji-Hoon, olimpijski pobjednik iz Lillehammera 1994., koji je osvojio zlato na 500 metara i srebro na 1000 m. 
Ahn je nastupajući za Južnu Koreju osvojio 18 zlata, 8 srebra i 3 bronce na Svjetskim prvenstvima, 3 zlata i srebro na Zimskim olimpijskim igrama u Torinu 2006. godine. Osvajao je medalje i na drugim natjecanjima poput Univerzijade, Azijskih zimskih igri i dr.
Nije se uspio kvalificirati za Zimske olimpijske igre u Vancouveru 2010. godine. Postao je ruski državljanin i počeo nastupati za Rusiju, zbog neslaganja s južnokorejskim sportskim savezom. Prvo je razmišljao, da nastupa za SAD, ali se odlučio za Rusiju, zbog puno lakše procedure. Uzeo je ime Viktor u znak sjećana na Viktora Coja, legendarnoga ruskoga rokera korejanskoga porijekla.
Za Rusiju je osvojio 2 zlata, 2 srebra i broncu na Svjetskim prvenstvima, 5 zlata na Europskim prvenstvima te na Zimskim olimpijskim igrama u Sočiju 2014., tri zlata i broncu, čime je postao najuspješniji klizač i ukupno sportaš na tim Olimpijskim igrama. To je izazvalo ogorčenje i žaljenje u Južnoj Koreji.